# Base de Datos Nacional de Subvenciones
La Base de Datos Nacional de Subvenciones (BDNS) es un sistema de información instrumental, creado por la Ley General de Subvenciones en 2003, que permite conocer la forma en que se gestiona una de las herramientas más importantes empleadas por las Administraciones públicas de España para el fomento de sus políticas públicas: las subvenciones y ayudas públicas.

## Base de Datos Nacional de Subvenciones
El artículo 20 de la Ley 38/2003, de 17 de noviembre, General de Subvenciones regula la Base de Datos Nacional de Subvenciones (en adelante BDNS), que desde el 1 de enero de 2016 opera públicamente como Sistema Nacional de Publicidad de Subvenciones y Ayudas Pública (en adelante SNPSAP), garantizando el derecho de los ciudadanos a conocer todas las subvenciones convocadas en cada momento, y contribuyendo a los principios de publicidad y transparencia de los actos subvencionales.
Para ello, la BDNS recoge información de las subvenciones y ayudas públicas convocadas y concedidas por la administración del Estado, las administraciones de las comunidades autónomas, las entidades que integran la administración local y los organismos y demás entidades de derecho público con personalidad jurídica propia vinculadas o dependientes de ellas, y publica en el sitio web público del SNPSAP las convocatorias de subvenciones y ayudas públicas así como las correspondientes concesiones, clasificadas en diferentes vistas de usuario, que permiten un fácil acceso. 
La administración y custodia de la BDNS corresponde, de acuerdo con la Ley, a la Intervención General de la Administración del Estado.

## Historia

### Antecedentes
La Base de Datos Nacional de Subvenciones se creó en el Real Decreto 339/1998, por el que se modificaron determinados artículos del Real Decreto 2188/1995, de 28 de diciembre, que desarrolla el Régimen de control interno ejercido por la Intervención General de la Administración del Estado. En el artículo 46, se regulaba la base de datos, con las siguientes características:
- El objeto de la base de datos era “facilitar la planificación y seguimiento de las actuaciones de control cuya ejecución tenía atribuida la IGAE en el texto refundido de la Ley General Presupuestaria”, aunque también se preveía la cesión de información a las entidades gestoras de las subvenciones.
- El ámbito subjetivo quedaba acotado al sector público estatal.
- Contendría información sobre subvenciones y ayudas públicas.

La Orden de 13 de enero de 2000 reguló la creación de la base de datos nacional. En su exposición de motivos avanzó un paso más en su configuración al introducir como objetivo el del cumplimiento de las obligaciones impuestas por la normativa comunitaria, de modo que el contenido se hizo extensivo a las subvenciones y ayudas que concedieran las comunidades autónomas y las entidades locales, con las que se celebrarían los oportunos convenios de colaboración.

### La Ley 38/2003 General de Subvenciones
El siguiente paso lo constituyó la vigente Ley 38/2003, de 17 de noviembre, General de Subvenciones. El artículo 20 regulaba de forma más precisa la Base de Datos Nacional de Subvenciones. En esta ocasión sí se reflejaron explícitamente las nuevas funcionalidades de la BDNS, de forma que, junto con el objetivo de reforzar el control y la lucha contra el fraude de subvenciones, se reconocía la utilidad de la BDNS para “dar cumplimiento a la exigencia de la Unión Europea, mejorar la eficacia, controlar la acumulación y concurrencia de subvenciones y facilitar la planificación, seguimiento y actuaciones de control”.
Una de las características fundamentales de esta BDNS, fue su carácter reservado, de modo que el acceso a su contenido sólo se permitía a los órganos y entidades públicas con competencias de comprobación, control y lucha contra el fraude.
Esta Ley fue objeto de desarrollo en el Real Decreto 887/2006 Reglamento de la Ley General de Subvenciones y en la Orden EHA/875/2007, de 29 de marzo, dedicada en especial a la regulación de la BDNS (hoy derogada, como los artículos correspondientes del RD 887/2006). 
La reforma del artículo 20 de la Ley General de Subvenciones, aprobada en la Ley 15/2014, de 16 de septiembre, de racionalización del Sector Público y otras medidas de reforma administrativa, fue motivado por dos importantes hitos:
1. Ley 19/2013, de 9 de diciembre, de transparencia, acceso a la información pública y buen gobierno que contempla dentro del contenido de la información que debe publicarse de forma activa a “las subvenciones y ayudas públicas concedidas, con indicación de su importe, objeto o finalidad y beneficiarios” (art. 8.1.c).
2. La Comunicación de la Comisión sobre modernización de las ayudas estatales en la UE (COM(2012) 209 final,[3] a partir de la cual se han ido aprobando Reglamentos (UE) que establecen como condición para que las Ayudas de Estado se consideren compatibles con el mercado interior, se deben publicar en un sitio web exhaustivo de información sobre ayudas estatales.

La nueva regulación partió de la experiencia adquirida hasta la fecha, y reforzó la BDNS para dar cumplimiento a los nuevos requisitos impuestos. Así se señala en el artículo 20.1: “La Base de Datos Nacional de Subvenciones tiene por finalidades promover la transparencia, servir como instrumento para la planificación de las políticas públicas, mejorar la gestión y colaborar en la lucha contra el fraude de subvenciones y ayudas públicas”.
Los cambios impuestos por las reformas normativas tuvieron una incidencia espectacular. En primer lugar, la BDNS había sido concebida originalmente el 2003 como una suerte de "agujero negro", que recababa información de todos los organismo públicos pero no les daba nada, aparte de obligaciones. A partir de 2016, se convierte en un sistema federado, donde cada entidad pública participante en el tráfico subvencional pone sus datos disposición de todas las demás, y asimismo accede a la información de todas las demás.
Este cambio era plenamente necesario para poder tener algún éxito en los cuatro objetivos impuestos por la Ley, y de los que hablamos posteriormente.
En segundo lugar, una buena parte de la información debería hacerse pública a través de un sitio web de acceso libre e irrestricto: el denominado Sistema Nacional de Publicidad de Subvenciones y Ayudas Públicas.
Y en tercer lugar, dejó de ser un repositorio estricto de subvenciones, para extenderse a todo tipo de ayudas públicas, que de manera enumerativa pueden definirse como subvenciones, préstamos "blandos", avales, ventajas fiscales y ellas cotizaciones a la seguridad social, financiación-riesgo, y cualquier otro instrumento que implique una ayuda pública en los términos definidos en el artículo 107 del Tratado de Funcionamiento de la Unión Europea.

### Situación actual
El Real Decreto 130/2019, de 8 de marzo, por el que se regula la Base de Datos Nacional de Subvenciones y la publicidad de las subvenciones y demás ayudas públicas constituye hoy en día el puntal principal de su regulación jurídica, junto a los sucesivos Reglamentos europeos que la han ido conformando desde 2014.
Este Real Decreto sustituyó a los artículos que trataban de la BDNS en el RD 887/2007 y a la Orden EHA/875/2007.

## Funciones

### Promover la transparencia
El cumplimiento del objetivo de publicidad se materializa a través de dos contenidos íntimamente relacionados: la publicidad de las convocatorias y la publicidad de las concesiones. De evidente utilidad práctica resulta la publicación, en un único repositorio, de todas las convocatorias ofertadas en cada momento por todas las administraciones públicas, de forma que son accesibles para todos los potenciales destinatarios que aspiren a su percepción, simplificando la búsqueda de la información. 
Por otra parte, la publicidad de las concesiones es un importante refuerzo de la transparencia en la gestión subvencional. La información relativa a la subvenciones estatales concedidas, con indicación de la convocatoria, el programa y crédito presupuestario al que se imputen, beneficiario, cantidad concedida y objetivo o finalidad de la subvención con expresión de los distintos programas o proyectos subvencionados es accesible desde diciembre de 2014 en el Sistema Nacional de Publicidad de Subvenciones. 
Desde el 1 de enero de 2016 también se publican en el Sistema Nacional de Publicidad de Subvenciones las subvenciones y ayudas públicas concedidas por las restantes administraciones públicas (comunidades autónomas y entidades  locales). 

### Servir como instrumento para la planificación de las políticas públicas
La Base de Datos Nacional de Subvenciones supone un importante avance en el modelo de coordinación entre las diferentes administraciones públicas para el establecimiento de políticas públicas que tengan como objeto el fomento de una actividad de utilidad pública o interés social o de promoción de una finalidad pública, al facilitar el diseño de planes estratégicos de subvenciones que guarden la necesaria coherencia para garantizar la máxima eficacia de la acción pública que se desarrolle a través de subvenciones. 

### Mejorar la gestión pública
Las funcionalidades que ofrece la BDNS inciden positivamente en diversos aspectos de la gestión de los actos subvencionales: el control de acumulación de ayudas, de las ayudas sujetas a la regla minimis, de reintegros, de personas físicas o jurídicas inhabilitadas para la obtención de subvenciones, de solicitantes ficticios, etc.

### Colaborar en la lucha contra el fraude de subvenciones
La Base de Datos Nacional de subvenciones es en instrumento esencial para el control de la acumulación y concurrencia de subvenciones, colaborando decisivamente en la lucha contra el fraude de subvenciones. Asimismo, con la finalidad de colaborar en la lucha contra el fraude fiscal, los datos de naturaleza subvencional son objeto de cesión a la Agencia Estatal de Administración Tributaria.

## Operación
La BDNS es un sistema de información federado y obligatorio. Es federado porque cada órgano que en ella participa pone la información de sus subvenciones y ayudas públicas a disposición del resto de participantes-órganos gestores de subvenciones y ayudas públicas, y a cambio, accede a todas la información de todos los demás órganos.
Esta  experiencia compartida de información es crítica para alcanzar los objetivos impuestos por la LGS.
Por otra parte, su uso no es voluntario. No es voluntario en el registro de la información de convocatorias, concesiones y otros datos en ella, ya que están obligados todos los órganos de las administraciones públicas que gestionen ayudas públicas. No basta con publicar una convocatoria en un tablón, en un periódico, o en un sitio web. Debe de estar en BDNS, al igual que las concesiones y otros actos subsiguientes.
Pero además, el obligatoria su consulta en los procesos administrativos de gestión de ayudas, ya que el concedente debe examinar, por imperativo legal, la idoneidad o elegibilidad del solicitante de ayudas antes de que este pueda acceder a la condición de beneficiario.

## Contenido
La BDNS contiene información sobre las subvenciones y además sobre las siguientes ayudas públicas: 
a) Las entregas dinerarias sin contraprestación contempladas en el artículo 3 de la Ley 38/2003, General de Subvenciones.
b) Las ayudas en especie contempladas en la disposición adicional quinta de la Ley 38/2003, General de Subvenciones.
c) Los avales y demás garantías, préstamos, aportaciones de financiación de riesgo, anticipos reembolsables y demás medidas de carácter financiero que supongan una ventaja económica a favor de sus beneficiarios, salvo cuando vayan dirigidos a las Administraciones públicas contempladas en el artículo 3.1 de la Ley 38/2003, General de Subvenciones.
d) Los beneficios fiscales y los beneficios en las cotizaciones a la Seguridad Social que tengan la consideración de ayuda de estado por implicar una ventaja económica de carácter selectivo, siempre que superen los umbrales mínimos exigidos por las normas europeas.
e) Las subvenciones y demás ayudas a partidos políticos.
f) Cualquier otra ayuda de carácter no fiscal que sea considerada, a efectos del Derecho de la Unión Europea, como ayuda estatal de acuerdo con lo previsto en el artículo 107 del Tratado de Funcionamiento de la Unión Europea y las normas que lo desarrollen.

## Órganos y entidades públicas obligadas a registrar información
Están obligados a facilitar información a la Base de Datos Nacional de Subvenciones sobre las subvenciones y ayudas públicas que concedan los órganos de:
- La Administración General del Estado.
- Las entidades que integran la administración local.
- Las administraciones de las comunidades autónomas.
- Los organismos públicos y demás entidades de derecho público con personalidad jurídica propia vinculadas o dependientes de cualquiera de las administraciones públicas en la medida en que las subvenciones que otorguen sean consecuencia del ejercicio de potestades administrativas.
- Los consorcios, mancomunidades u otras personificaciones públicas creadas por varias Administraciones Públicas y organismos o entes dependientes de ellas en la medida en que las subvenciones que otorguen sean consecuencia del ejercicio de potestades administrativas.
- Las fundaciones del sector público.

## Régimen de publicidad de las convocatorias
La Ley General de Subvenciones, en su artículo 18, establece un sistema especial para la publicación de las convocatorias de subvenciones, que parte del principio de que todas ellas han de publicarse a través del Sistema Nacional de Publicidad de Subvenciones. No obstante, a efectos de conservar el papel de los diarios oficiales como soporte de su eficacia administrativa, la Ley prevé en su artículo 20.8 que la BDNS remita un extracto/anuncio al diario oficial correspondiente para su publicación.
Para garantizar el derecho de los ciudadanos a conocer todas las subvenciones convocadas en cada momento y para contribuir a los principios de publicidad y transparencia, la Ley General de Subvenciones establece que la convocatoria de una subvención sin seguir el procedimiento de publicidad de la convocatoria indicado, será causa de anulabilidad de la convocatoria.

### Sistema Nacional de Publicidad de Subvenciones y Ayudas Públicas
La Ley General de Subvenciones, en virtud de la reforma operada por la Ley 15/2014, de 16 de septiembre, de racionalización del Sector Público y otras medidas de reforma administrativa, establece que la Base de Datos Nacional de Subvenciones operará como Sistema Nacional de Publicidad de Subvenciones y Ayudas Públicas.
En el Portal del SNPSAP se muestran todas las convocatorias aprobadas por la Administración General del Estado, administraciones de las comunidades autónomas y entidades de la Administración Local, así como los organismos y entidades vinculados o dependientes, así consorcios, mancomunidades y fundaciones públicas.
Asimismo, el Portal muestra todas las concesiones que registran en la BDNS los órganos concedentes desde todas las administraciones públicas españolas, salvo las excepciones previstas en la normativa sobre protección de datos personales.
Todas las informaciones se ofrecen en el Portal bajo el paradigma de datos abiertos. Precisamente esta aportación a la cultura de los datos abiertos ha sido el motivo por el que la Intervención General de la Administración del Estado ha recibido, el 12 de diciembre de 2024, el Premio ASEDIE 2024.

## Modelo resumido de entidades de información
Las principales entidades de información recogidas en la BDNS son las siguientes:

### Órganos
La Resolución de 7 de diciembre de 2015 de la Intervención General de la Administración del Estado, por la que se regula el proceso de registro y acreditación de Órganos y Usuarios en la Base de Datos Nacional de Subvenciones, establece en su artículo:
```
Tercero-Tipología de órganos.

En atención a sus funciones los Órganos adoptarán uno o varios de los siguientes tipos:

1. Gestor: Órgano que, de acuerdo con su competencia propia, o por delegación, gestiona subvenciones y demás ayudas, total o parcialmente, a través de las sucesivas fases de tramitación. Los Órganos gestores son los propietarios de los datos existentes en la BDNS y pueden desempeñar sus funciones como:

a) Obligado: Órgano gestor cuyas subvenciones o ayudas deben registrarse en la BDNS. Para aquellos casos en que el Órgano que convoque la subvención o ayuda no sea el mismo que la conceda, la BDNS distingue entre:
* Órgano convocante.
* Órgano concedente.

b) Remitente: Órgano que suministra a la BDNS la información de las subvenciones y ayudas que se encuentran dentro de su ámbito de actuación.
De acuerdo con lo establecido en el artículo 20.4 de la Ley General de Subvenciones, serán remitentes en las Comunidades Autónomas la Intervención General de la Comunidad Autónoma u órgano que designa la propia Comunidad Autónoma y, en las Entidades Locales, la Intervención u órgano que designe la propia Entidad Local.

....

3. Cesionario: Órgano con acceso directo a la BDNS al que se cede la información contenida en la Base de Datos Nacional de Subvenciones para el cumplimiento de sus funciones de gestión o para alguno de los objetos previstos en el artículo 20.5 de la Ley General de Subvenciones.
```

En la actualidad (2024), en BDNS federan sus contenidos casi 6 500 organismos públicos de todas las administraciones públicas españolas, contribuyendo así a un poderoso instrumento para el cumplimiento de los objetivos marcados por la LGS y al artículo 7.1 del citado Real Decreto 130/2019:
```
CAPÍTULO IV - Publicidad y cesión de la información de la BDNS

Artículo 7. Publicidad de las subvenciones y ayudas públicas.

A efectos de dar cumplimiento a las obligaciones de publicidad y transparencia en los términos previstos en los artículos 18 y 20 de la Ley 38/2003, de 17 de noviembre, la Base de Datos Nacional de Subvenciones operará como Sistema Nacional de Publicidad de Subvenciones y Ayudas Públicas y será el sitio web que, con carácter exhaustivo, publicará las ayudas de estado y ayudas de minimis a nivel nacional en cumplimiento de lo previsto en la normativa europea.
```

### Convocatorias
Según la LGS, la convocatoria es el primer acto administrativo de la concesión de subvenciones y ayudas. Una convocatoria es una abstracción necesaria para el funcionamiento de la BDNS. Hay que diferenciar claramente la “convocatoria” a efectos de la BDNS del instrumento jurídico a través del que se materializa. Por lo tanto, aunque en la mayoría de las ocasiones se materializará en un acto administrativo, en otra puede estar embebida dentro de unas bases reguladoras o de otra disposición de carácter general. Luego “convocatoria”  simplemente es la llamada a la presentación de candidaturas para una determinada subvención. La publicidad de esta llamada se efectúa a través del SNPS por imperativo legal, y potestativamente podrá efectuarse por otros medios si el órgano convocante así lo decide.
En la BDNS toda subvención o ayuda debe tener su convocatoria, aunque jurídicamente esta no exista.
Por eso en la BDNS se clasifican las convocatorias, de menor a mayor complejidad de datos, en las siguientes categorías:
1. Convocatorias instrumentales. Una convocatoria instrumental es una convocatoria técnicamente (y jurídicamente) inexistente, ficticia. Nos estamos refiriendo a aquellas situaciones contempladas en el artículo 22.2 de la LGS, de subvenciones de concesión directa, nominativas, etc., en las que no es perceptiva la convocatoria. La BDNS necesita generar una convocatoria instrumental, aunque esta no exista en la realidad, para engranar a un órgano concedente con una concesión, y recoger atributos de datos que se asocian a esta entidad de información.
2. Convocatorias canónicas. Una convocatoria canónica es una convocatoria que sigue los esquemas especiales de publicidad establecidos en la LGS, sus concesiones se adjudican en concurrencia competitiva y su extracto es obligatoriamente publicado en el Diario Oficial de referencia, siguiendo así el esquema específico de publicidad establecido en el artículo 20 de la LGS.

### Concesiones
Una concesión es un acto formal del órgano competente para resolver la asignación de subvenciones o ayudas públicas a beneficiarios. En la gestión presupuestaria la concesión conlleva el compromiso del gasto. En la BDNS cada órgano concedente registra una concesión distinta cuando es diferente el contenido de cualquiera de los atributos que forman la identificación de la concesión (Órgano concedente, identificación de la convocatoria, beneficiario, discriminador e instrumento de ayuda).
Las concesiones pueden estar afectadas por diversos Reglamentos Europeos. Así pueden existir concesiones caracterizadas como:
1. Ayudas de Estado, son concesiones asociadas a medidas calificadas como tales de acuerdo con lo señalado en el artículo 107 y siguientes de los Tratados Fundacionales de la Unión Europea. Para estas Ayudas de Estado se establece con carácter general un procedimiento de notificación y autorización previa ante la Comisión Europea. No obstante, los Reglamentos EU 651/2014,[6] EU 702/2014[7] y EU 1388/2014[8] establecen excepciones al principio general de autorización previa. En cualquier caso, sea de notificación previa o esté exenta de ese deber, se debe registrar en la BDNS, y por mandato de la Comisión exigirán la cumplimentación de informaciones específicas.
2. Ayudas de minimis. Concesiones de ayudas de pequeño importe, y de acumulación limitada por beneficiario en cada periodo trienal. Actualmente se encuentran reguladas en los Reglamentos EU 1408/2013,[9] EU 717/2014,[10] EU 2023/2831[11] y EU 2023/2832.[12]

### Pagos
Una o varias disposiciones de efectivo realizadas por el órgano concedente a favor del beneficiario de una concesión de subvención o ayuda pública.

### Devoluciones
Se produce una “devolución” cuando un beneficiario de una subvención devuelve, voluntariamente sin que medie acto alguno de la administración (convocante, gestor o controlador), todo o parte del importe de una concesión previamente cobrada. Se regulan en el artículo 90 del Real Decreto 887/2006 y llevan aparejados los intereses que se devengan hasta el momento del ingreso. 

### Reintegros
Reembolsos de efectivo realizado por un beneficiario habiendo requerimiento previo de la Administración, por darse alguno de los supuestos tasados en el artículo 37 de la LGS. Estos reintegros llevan aparejados los intereses de demora que se devengan hasta la fecha de la resolución de reintegro, según lo indicado en el artículo 38 de la LGS.

### Infracciones y Sanciones
Infracciones y Sanciones administrativas en materia regulada por la Ley General de Subvenciones.

### Inhabilitaciones
Inhabilitaciones para la percepción de subvenciones y ayudas, bien por sentencia judicial firme, bien por sanción administrativa en virtud de otras leyes distintas de la Ley General de Subvenciones (e.g. Ley de Contratos del Sector Público).
Todo esto se resume gráficamente y de un modo muy simplificado:

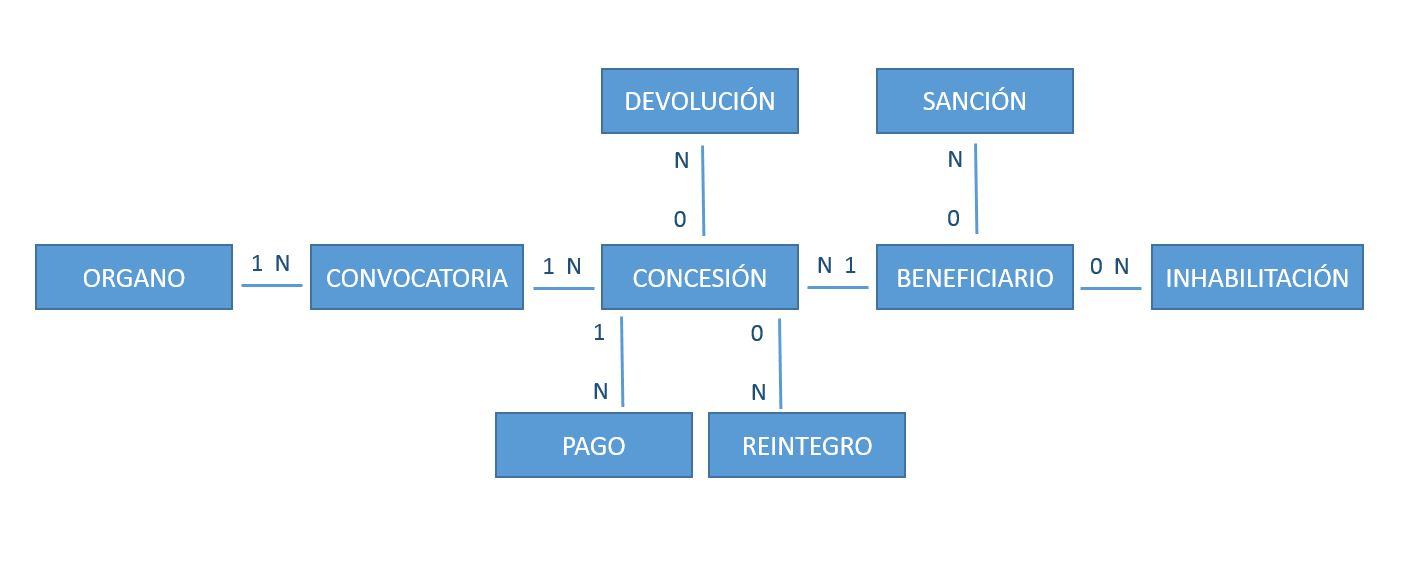
Modelo simplificado de arquitectura de la BDNS